# 谷口祐司
谷口祐司（たにぐち ゆうじ、1934年4月18日 - ）は、日本の育児学研究者、布製おむつ製造会社キングベビー元会長。本名・隆。

## 来歴
岐阜県不破郡関ケ原出身。1954年より育児学研究を始め、布製おむつベビーネンネを開発、1960年製造会社キングベビー（破産）を設立、会長となり妻早苗が社長となる。
1967－77年日本母子衛生助成会参与。
1978年育児文化研究所（閉鎖）を設立し理事長を務める。医師、助産婦の立ち会いを排除した無介助出産や助産婦検診の拒否などを会員に推奨するが、研究所が関与する、死亡事故を含む出産トラブルが相次ぎ、国会でも取り上げられた。

## 著書
- 『「こころの子育て」で非行は防げる 体験的対応法を語る』日新報道 1983
- 『ママ、紙オムツを使わないで! ボク、頭が悪くなっちゃう』青山書房 1987
- 『赤ちゃんを守るママへのメッセージ!』育児文化研究所出版 1988
- 『やめて良かった紙オムツ 夜泣き、かぶれ、かみつく、いじわる、反抗などが治った』育児文化研究所出版 1989
- 『胎教とその修正 悪い胎教も修正できる』育児文化研究所出版 シリーズ「心を育てる育児」書　1990
- 『赤ちゃんをダメにするこんな親こんな医者』文園社 1991
- 『こころを育てて非行は防げる 体験的対応法を語る』文園社 1991
- 『ママ、紙オムツヤメテ!! おしりカッカ、アツイよ!!』文園社 1991
- 『心の育児法 知脳・才能を10倍に育てる 天才育児をされたお母さん達』文園社 1993
- 『素晴らしきお産 赤ちゃんとお母さんが信頼しあい超安産 感激の実例集』文園社 1994
- 『素晴らしい育児・ふつうの育児』たま出版 たまの新書 1995
- 『宇宙からお母さんへのメッセージ』文園社 1997
- 『自然育児・裸育児 知能・才能が10倍に育つ新育児法』文園社 1997
- 『緊急!マリア様からのメッセージ』たま出版 1999

### 共著
- 『B.スポック博士と谷口祐司先生の育児の質問箱 一問二答のカルテ』ベンジャミン・スポック対談 潮出版社 1982
- 『大禊ぎ 人間地球大改造』大高良哉共著 文園社 1997

## 参考
- 「医師抜き出産　新生児7人死亡 平成11年12月28日」　『高知新聞』
- 「育児文化研究所関係の死亡事例」第１４７回国会　国民福祉委員会　第１０号 平成十二年三月十五日
- 「キングベビー（株）／破産開始決定」『ジャパンビジネスレポート』2014年10月24日
- 「育児文化研究会活動休止」 『赤ママWEB』
- 「谷口祐司のブログ - ウェイバックマシン（2016年3月5日アーカイブ分）」
- 「想念観察を広めるグループ FUJI日本」